# Franz Fehringer (Architekt)

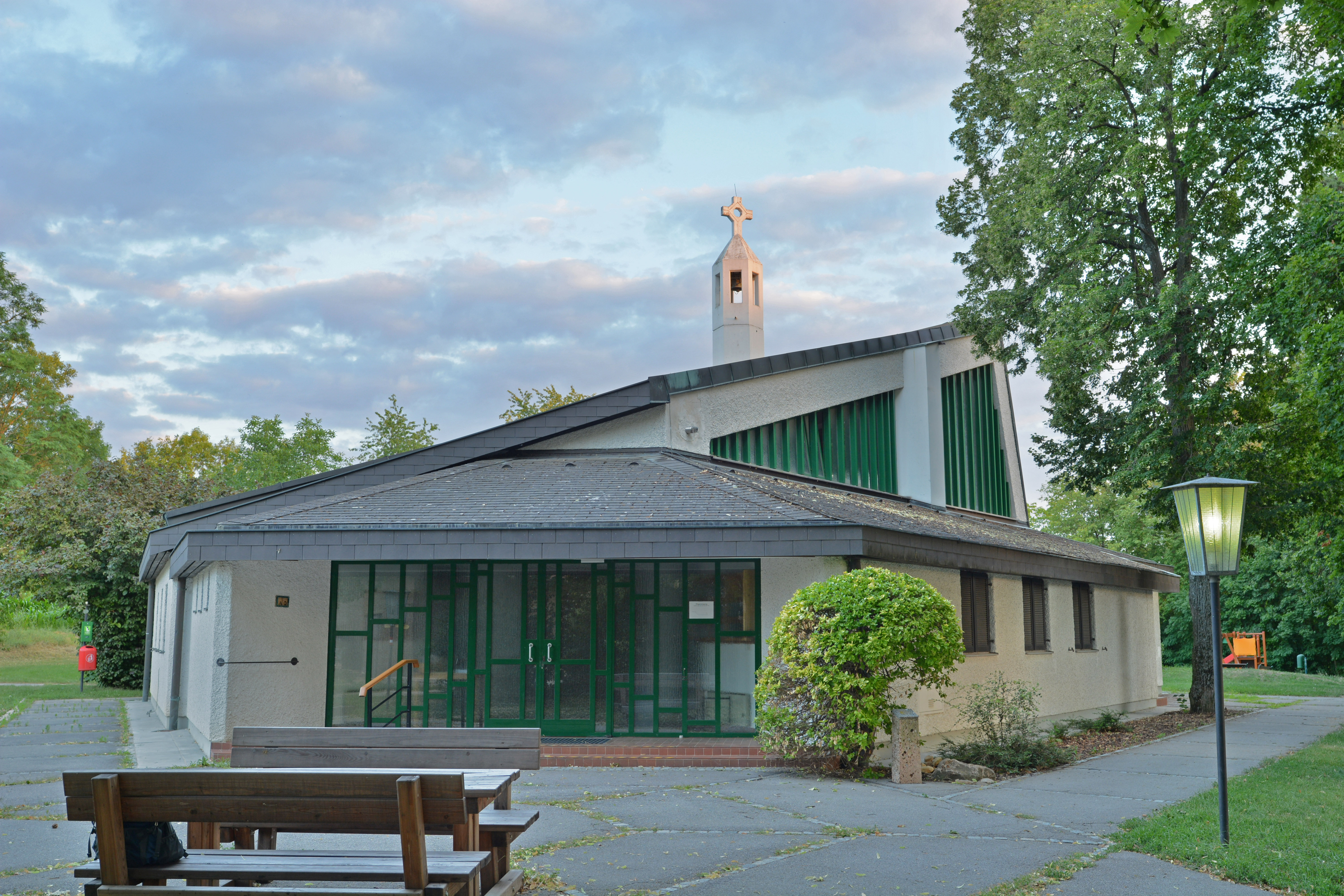
Filialkirche Maria Rast, Mistelbach

Franz Fehringer (* 15. November 1928 in Öhling, Niederösterreich; † 8. Mai 2021) war ein österreichischer Architekt.

## Leben
Fehringer wuchs als Sohn des Schlossers Franz Fehringer senior im Mostviertel auf. Ab 1944 leistete er Kriegsdienst als Luftwaffenhelfer (Flakhelfer) in sächsischen Industriestandorten, später beim Reichsarbeitsdienst in Kirchschlag. Er maturierte 1948 an der Oberschule für Jungen in Amstetten und begann im gleichen Jahr an der Technischen Hochschule Wien das Studium der Architektur. Während des Studiums (2. Staatsprüfung 1957) war er als Werkstudent für diverse Architekturbüros tätig. 1962 wurde er selbständiger Architekt, ab 1963 in Büro-Partnerschaft mit seinem Freund und Vorbild Herbert Prader († 1980) im «Atelier P+F», welchem zwischen 1965 und 1988 auch Erich Ott angehörte.
Fehringer war ab 1952 verheiratet und hat zwei Kinder.

## Wirken
Das „Atelier P+F“ entwarf zunächst kleinere bis mittlere Projekte. Erster großer Auftrag Franz Fehringers war die Errichtung des Kur- und Erholungszentrums des Kriegsopferverbandes in St. Andrä am Zicksee 1965. Im Werkverzeichnis der Architektengemeinschaft ist die gesamte Palette an Bauten vertreten.
Fehringer gilt als einer der Wegbereiter des partizipativen Planungsprozesses im Wohnbau, vor allem die Beteiligung künftiger Bewohner, z. B. der zwischen 1974 und –1976 errichteten Wohnhausanlage in der Dr.-Hild-Gasse in Purkersdorf. Er entwarf auch eine Vielzahl an Bauten im sozialen Bereich.
Franz Fehringer gilt seit Anfang der 1970er Jahre zudem als einer der Gründungsväter der niederösterreichischen Dorferneuerung. Hierzu veröffentlichte er wissenschaftliche und journalistische Publikationen und beteiligte sich vorbereitend an den ersten Dorferneuerungsenqueten.

## Bauten und Projekte
- Schwimmbad und Volksschule, Aschbach (1960–1962, 1964–1965)
- Sonderheilanstalt des Kriegsopferverbandes für Wien, Niederösterreich und Burgenland, St. Andrä am Zicksee, B (mit Herbert Prader), 1965–1969
- Soldatenkirche Allentsteig, Truppenübungsplatz Allentsteig (Lager Kaufholz), NÖ (mit Herbert Prader), 1966–1967	S
- 1972–1991 Ausbau des Krankenhauses Mistelbach, NÖ – 1. Ausbaustufe (mit Herbert Prader und Erich Ott) – 2. Ausbaustufe bis 2003 (mit Oszwald & Oszwald)
- 1978–1980	Filialkirche Maria Rast, Mistelbach, NÖ (mit Herbert Prader)
- 1980–2000 Flughafen Wien-Schwechat, (mit H. Wilke), Pier Ost und Pier West ()
- 1985–2014	Zu- und Umbau der Privatklinik Confraternität, Wien 8, Skodagasse 32
- 1985–2014	Zubau Internat, Gartenbauschule Langenlois, NÖ
- 1986–1996	NÖ Landespflege- und Pensionistenheim Mistelbach, NÖ (mit Hans Oszwald & Alfred Hans Oszwald)
- 1989–2014	Revitalisierung Schloss Schiltern – Psychosoziales Zentrum, Schiltern, NÖ
- 1990–1995	Umbau und Erweiterung Casino Baden, NÖ (mit Roland Nemetz und Büro Peretti; Wettbewerb 1. Preis)
- 1992–1994	Interuniversitäres Forschungsinstitut für Agrarbiotechnologie (IFA), Tulln, NÖ
- 1995–2000	Neurologisches Rehabilitationszentrum Rosenhügel, Wien 13, Rosenhügelstraße 192a
- 2001–2002	Zu- und Umbau Theater Reichenau an der Rax, NÖ (mit Eduard Neversal)
- 2002–2004	Hauptschule Ziersdorf, NÖ (mit Werner Zita)
- 2003–2013	Landwirtschaftliche Fachschule Schloss Unterleiten, Hollenstein an der Ybbs, NÖ (Wettbewerb)

## Ehrungen und Auszeichnungen
- 1969–1970	Mitglied des Rates für Umweltgestaltung bei Bundeskanzler Josef Klaus
- 1983:	Hans-Kudlich-Preis
- Ehrenzeichen vom Hl. Stephanus, 2. Klasse
- Goldenes Ehrenzeichen für Verdienste um die Republik Österreich
- Goldenes Ehrenzeichen für Verdienste um das Bundesland Niederösterreich
- Großes Ehrenzeichen für Verdienste um das Bundesland Niederösterreich
- Ehrenring des Club Niederösterreich (Gründungsmitglied)
- Verleihung des Professorentitels